# Gioacchino Criaco
Gioacchino Criaco (geboren 3. März 1965 in Africo, Kalabrien) ist ein italienischer Schriftsteller.

## Leben
Criaco besuchte das Lyceum in Locri, erhielt ein Begabtenstipendium und studierte Rechtswissenschaften in Bologna. Er arbeitete danach zwanzig Jahre als Rechtsanwalt in Mailand.
Sein erster Roman Anime nere erschien 2008 und handelt von drei Jugendlichen, die sich in der vorfindlichen Gesellschaft Italiens, im Süden wie im Norden, als Kriminelle einrichten. Francesco Munzi erstellte 2014 nach Motiven des Romans den gleichnamigen Film, der unter anderem bei den Internationalen Filmfestspielen von Venedig nominiert war.
Criaco hat seither den Anwaltsberuf aufgegeben und lebt als Schriftsteller in Africo und Mailand.

### Familie
Gioacchino Criacos Vater Domenico wurde 1993 in einer Blutfehde umgebracht. Sein Bruder Pietro Criaco war  einer der meistgesuchten Kriminellen Italiens und wurde wegen Mafia-Delikten zu einer Gefängnisstrafe verurteilt.

## Werke
- Anime nere. Rubbettino, Soveria Mannelli 2008
  - Schwarze Seelen. Roman. Übersetzung Karin Fleischanderl. Folio, Wien 2016.
- Zefira. Rubbettino, Soveria Mannelli 2009.
- American Taste. Rubbettino, Soveria Mannelli 2011.
- Perduta gente. Lantana, Rom 2012.
- La Maligreda. Feltrinelli, Milano 2018.
  - Die Söhne der Winde. Roman. Übersetzung Karin Fleischanderl. Folio, Wien und Bozen 2019.